# So You Think You Can Dance: Scandinavia
So You Think You Can Dance: Scandinavia från 2008 är den första skandinaviska versionen av det amerikanska dansprogrammet So You Think You Can Dance. I programmet medverkade dansare från Sverige, Danmark och Norge, programmets auditionsstäder var Stockholm, Oslo och Köpenhamn. Programledare var Kicki Berg i Sverige, Henriette Lien i Norge och Vicki Jo i Danmark. Juryn består av svenska Fredrik "Benke" Rydman, danska Niclas Bendixen och norska Merete Lingjærde. Programmet sändes av svenska Kanal 5 och danska Kanal 5 samt TVNorge i Norge.
Vinnare blev norska Mona-Jeanette Berntsen som vann titeln "Scandinavia's Favourite Dancer" och 500.000 NOK, följt av danska, Martin Gæbe. Samtliga tävlande var över 16 år och tävlingarna efter första audition ägde rum i Oslo. I finalen var också Mary Murphy med som gästdomare. Till den första tävlingen hade åtta deltagare från varje land kvalicerat sig, hälften män och hälften kvinnor. De framförde tre danser.

## Program

### Tävling 1
| Genre  | Låt                                           | Koreograf                               |
| ------ | --------------------------------------------- | --------------------------------------- |
| Hiphop | "Say goodbye to love"—Kenna feat. Lupe Fiasco | Filmon Michael                          |
| Samba  | "Sway"—The Pussycat Dolls                     | Bjørn Holthe Anette Stokke              |
| Jazz   | "Sorry"—Madonna                               | Knut Arild Flatner Karl-Erik Nedregaard |

### Tävling 2

#### Del 1
- Pardans:

| Par                              | Genre       | Låt                                    | Koreograf       | Resultat          |
| -------------------------------- | ----------- | -------------------------------------- | --------------- | ----------------- |
| Huyen Huynh Mario Amigo          | Hiphop      | "Ching-a-ling"—Missy Elliott           | Thomas Bentsem  | Amigo utröstad    |
| Andrea Schirmer Marvin Spahi     | Salsa       | "Everything i can't have"—Robin Thicke | Jazzy           | Schirmer utröstad |
| Trinh Nguyen Martin Gæbe         | Lyrisk jazz | "Beautiful"—Me'Shell NdegéOcello       | Sabina Dalfjäll | Säker             |
| Stinna Shaktiva Yngvar Halvorsen | Hiphop      | "Señorita"—Justin Timberlake           | Thomas Bentsem  | Båda utröstade    |
| Mynte Lagoni Daniel Koivunen     | Jazz        | "Tea"—Øivind Andersen Sjøvoll          | Tine Aspaas     | Säker             |
| Emma Hedlund Egor Filipenko      | Cha-cha-cha | "Get the party started"—Shirley Bassey | Bjørn Holthe    | Säker             |

#### Del 2
- Gruppdans: "Freakshow"—Britney Spears (Jazz; Koreograf: Tine Aspaas)

| Dansare          | Genre         | Låt                                    | Resultat |
| ---------------- | ------------- | -------------------------------------- | -------- |
| Mario Amigo      | Hiphop        | "Rubber bullet kiss"—Motocross Madness | Utröstad |
| Huyen Huynh      | Lyrisk Hiphop | "What love is"—Mary J. Blige           | Säker    |
| Yngvar Halvorsen | Breakdance    | "Right here right now"—Fatboy Slim     | Uröstad  |
| Stinna Shaktiva  | Nutida        | "Footballer's wife"—Amy MacDonald      | Utröstad |
| Marvin Spahi     | Hiphop        | "We gonna win"—Miri Ben-Ari            | Säker    |
| Andrea Schirmer  | Rumba         | "Stickwitu"—The Pussycat Dolls         | Utröstad |

- Nya partner: Huyen Huynh och Marvin Spahi.

### Tävling 3

#### Del 1
- Pardans:

| Par                             | Genre       | Låt                                | Koreograf         | Resultat         |
| ------------------------------- | ----------- | ---------------------------------- | ----------------- | ---------------- |
| Suzi Asovic Geir Gundersen      | Jive        | "Hit Me Up"—Gia Farrell            | Gunn Myhrengen    | Båda utröstade   |
| Siv Gaustad Ronni Morgenstjerne | Lyrisk jazz | "Dust in the wind"—Sarah Brightman | Kristine Melby    | Säker            |
| Marie Sol Sandberg Robin Peters | Salsa       | "Nadie como ella"—Marc Anthony     | Marina Prada      | Säker            |
| Sandra Vather Phillip Jenkins   | Nutida jazz | "Corners"—LAL                      | Kristine Melby    | Jenkins utröstad |
| Anete Jensen Daniel Sarr        | Hiphop      | "Lick Shots"—Missy Elliott         | Gigi Torres       | Jensen utröstad  |
| Mona Berntsen Sergio Junior     | Rumba       | "Echa Pa'Lante"—Thalía             | Ibiroqai Regueria | Säker            |

#### Del 2
- Gruppdans: "So Much Betta"—Janet Jackson feat. Daft Punk (Hiphop; Koreograf: Belinda Braza)

| Dansare         | Genre  | Låt                                                                    | Resultat |
| --------------- | ------ | ---------------------------------------------------------------------- | -------- |
| Phillip Jenkins | Nutida | "Personal Jesus"—Depeche Mode                                          | Utröstad |
| Sandra Vather   | Nutida | "Isaac"—Madonna                                                        | Säker    |
| Geir Gundersen  | Samba  | "On the run"—Yello                                                     | Utröstad |
| Suzi Asovic     | Jazz   | "Rubber bullet kiss"—Motocross Madness                                 | Utröstad |
| Daniel Sarr     | Hiphop | "We don't need no water (When i need a man)"—Tweet feat. Missy Elliott | Säker    |
| Anete Jensen    | Hiphop | "Get ya hands up"—Fergie                                               | Utröstad |

- Nya partner: Sandra Vather och Daniel Sarr.

### Tävling 4

#### Del 1
- Pardans:

| Par                             | Genre       | Låt                                                   | Koreograf        | Resultat      |
| ------------------------------- | ----------- | ----------------------------------------------------- | ---------------- | ------------- |
| Emma Hedlund Egor Filipenko     | Quickstep   | "Spider-Man theme song"—Michael Bublé                 | Bjørn Holthe     | Säker         |
| Sandra Vather Daniel Sarr       | Jazz        | "Have You Met Miss Jones"—Robbie Williams             | Roine Söderlundh | Båda utröstad |
| Siv Gaustad Ronni Morgenstjerne | House       | "What Else Is There?"—Röyksopp                        | Tine Salling     | Båda utröstad |
| Marie Sol Sandberg Robin Peters | Lyrisk jazz | "Weeds"—Jann Arden                                    | Toni Ferraz      | Säker         |
| Mona Berntsen Sergio Junior     | Showdance   | "Hit & Run Holiday"—My Life with the Thrill Kill Kult | Roine Söderlundh | Säker         |
| Huyen Huynh Marvin Spahi        | Paso Doble  | "España Cañi"—André Reiu                              | Bjørn Holthe     | Båda utröstad |
| Trinh Nguyen Martin Gæbe        | Nutida      | "Swarms"                                              | Sølvi Edvardsen  | Säker         |
| Mynte Lagoni Daniel Koivunen    | Locking     | "Harder, Better, Faster, Stronger"—Daft Punk          | Tine Salling     | Säker         |

#### Del 2
- Gruppdans: "Big Spender"—Shirley Bassey (Broadway; Koreograf: Roine Söderlundh)

| Dansare             | Genre     | Låt                                     | Resultat |
| ------------------- | --------- | --------------------------------------- | -------- |
| Daniel Sarr         | Dancehall | "Breakout"—Sean Paul                    | Utröstad |
| Sandra Vather       | Nutida    | "Non Me Lo So Spiegare"—Tiziano Ferro   | Utröstad |
| Marvin Spahi        | Funk      | "Tears Dry On Their Own"—Amy Winehouse  | Säker    |
| Huyen Huynh         | Jazz      | "Scratch Bass"—Lamb                     | Säker    |
| Ronni Morgenstjerne | Hiphop    | "Diamonds From Sierra Leone"—Kanye West | Säker    |
| Siv Gaustad         | Nutida    | "Overcome"—Tricky                       | Säker    |